# Ochsenkopf (Rätikon)
Der Ochsenkopf ist ein 2286 m ü. A. hoher Gipfel in der Galina-Gruppe im Rätikon, einer Gebirgsgruppe der östlichen Zentralalpen. Über seinen Gipfel verläuft in Nord-Süd-Richtung die Grenze von Nenzing im Bundesland Vorarlberg in Österreich und der Gemeinde Schaan in Liechtenstein.

## Lage und Umgebung
Der Ochsenkopf ist Teil des nahezu genau von Norden nach Süden vom Bettlerjöchle (2026 m) bis zum Sareiser Joch (2000 m) verlaufenden Ochsengrates. Während die drei hohen Gipfel dieses Grates, Ruchberg (2160 m), Ochsenkopf (2286 m) und Gamsgrat (2246 m) zum Teil stark zerklüftete Schrofenköpfe und Westflanken zeigen, ist das südlichste Gratstück nördlich vom Sareiser Joch, der gut 1 km lange Kuhgrat (2002 m), wesentlich niedriger und ein zahmer, zum Teil breiter Gras- und Zundergrat. Auf ihm liegt die Bergstation der Sesselbahn von Malbun aufs Sareiser Joch. Der ganze Kamm bildet die Wasserscheide zwischen dem Gamperdonatal im Osten und dem Saminatal bzw. Valorsch und Malbuntal im Westen. Vom Bettlerjöchle bis auf den Gamsgrat trägt der Kamm auch die Staatsgrenze zwischen Österreich und Liechtenstein.

## Name und Geschichte
Der Ochsenkopf hat seinen Namen von der Ochsenalpe auf der Gamperdonaseite. Dort wurde, vor der Sichtung von Bär "Bruno" 2006 im Montafon, 1892 der letzte Bär in Vorarlberg gesichtet. Das Bettlerjöchle hat seinen Namen von den Schmalz- oder Butterbettlern, die früher von Alpe zu Alpe zogen. Der Name Sareis kommt vom rätoromanischen serra = Engpass, urkundlich schon 1515 Serraßgrat und Serrißgradt. Eine Ersteigungsgeschichte gibt es nicht, doch dürfte der Ochsenkopf schon sehr früh von Jägern und Hirten bestiegen worden sein.

## Stützpunkte und Anstiege
Stützpunkte sind vor allem Malbun, Nenzinger Himmel und die Gampalpe. Von der Bergstation der Sesselbahn von Malbun geht man auf den Kuhgrat und linksum nach Norden gratentlang, dann rechts ausweichend über brüchige Schrofen auf den Gamsgrat-Südgipfel (2201 m). Vom Südgipfel des Gamsgrates weiter unschwierig über den Gamsgrat-Hauptgipfel (2246 m) und Punkt 2242, dann mäßig schwierig auf und neben dem Südgrat (ausweichen in die W-Flanke) auf den Ochsenkopf (2286 m; 2,5 – 3 Stunden von Malbun; mit Sesselbahn 45 – 60 Minuten weniger). Gelbe Markierungen weisen den Weg. Abstieg über die W-Flanke und über Sass-Fürkle zurück nach Malbun, 1,5 Stunden oder über die Aufstiegsroute zurück nach Sareis. Der leichteste, das heißt unschwierige Aufstieg auf den Ochsenkopf erfolgt von der Ochsenalpe über die OSO-Flanke oder südseitig entlang dem Ostgrat. Auch von Westen, von den Alpen Matta bzw. Göra gibt es einen unschwierigen Aufstieg.

## Aussicht
Vom Ochsenkopf aus unter anderem zu sehen: Fluchthorn, Zimba, Schesaplana, Panülerkopf, Salaruelkopf, Piz Kesch, Piz Segnas, Piz Sardona, Tödi, Clariden, Mönch, Titlis, Glärnisch, Churfirsten, Wildhauser Schafberg, Säntis, Altmann, Galinakopf.